# Akira Ito (futbolista)
Akira Ito (伊藤 彰 Itō Akira?, nacido el 19 de septiembre de 1972 en Saitama, Japón) es un exfutbolista y actual entrenador japonés. Jugaba de centrocampista y su último club fue el Tokushima Vortis de Japón. Actualmente se desempeña como entrenador del Júbilo Iwata de la J1 League de  Japón.

## Trayectoria

### Clubes
| Club              | País  | Año         |
| ----------------- | ----- | ----------- |
| Kawasaki Frontale | Japón | 1995 - 2001 |
| Omiya Ardija      | Japón | 2002 - 2003 |
| Sagan Tosu        | Japón | 2004        |
| Tokushima Vortis  | Japón | 2005 - 2006 |

## Palmarés

### Títulos nacionales
| Título    | Club              | País  | Año  |
| --------- | ----------------- | ----- | ---- |
| J2 League | Kawasaki Frontale | Japón | 1999 |